# 정인지 (가수)

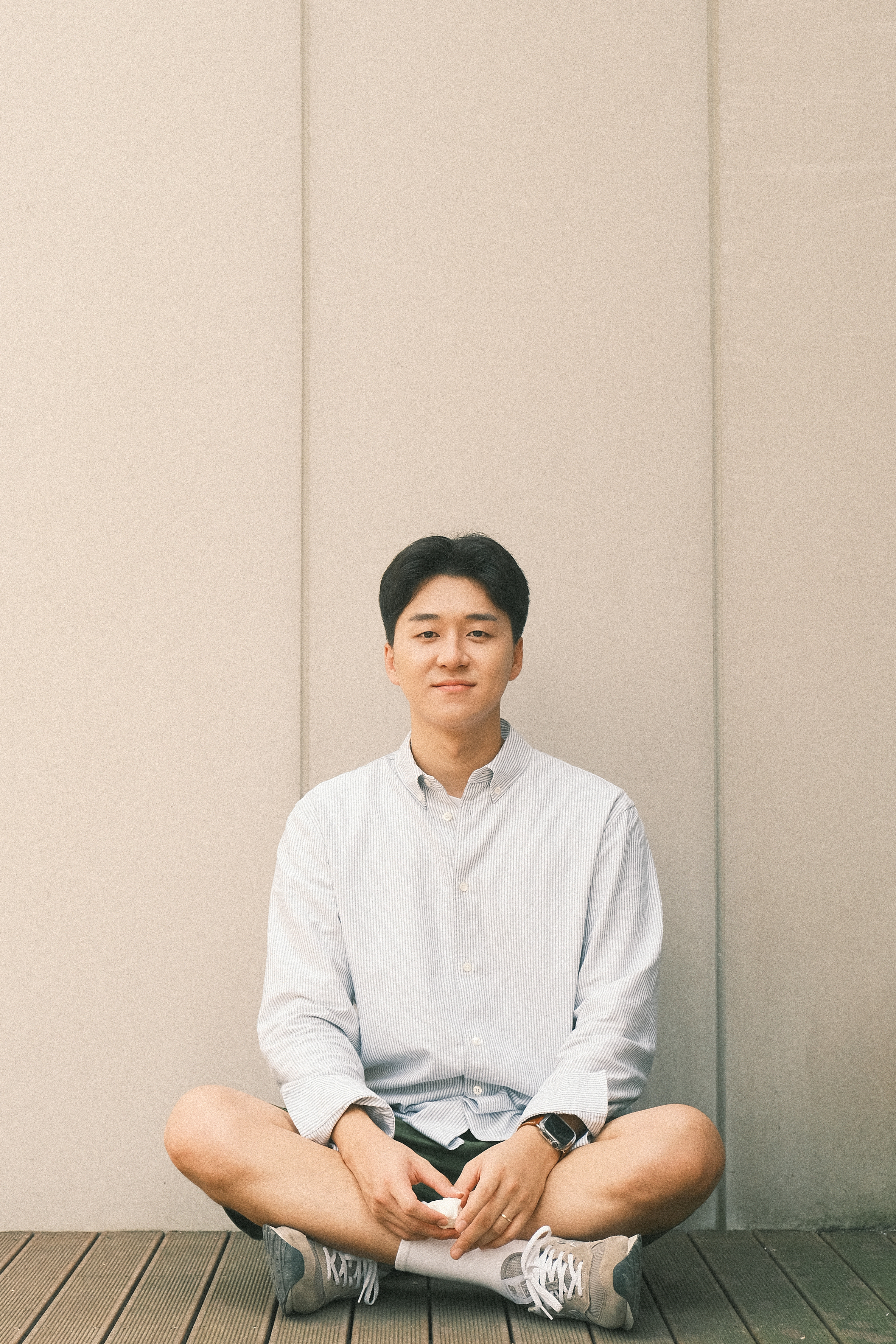

정인지(1998년 10월 28일 ~)는 대한민국의 가수다. 2017년 싱글 앨범 [소박한 꿈]으로 데뷔했다.

## 방송
- 우리가 사랑한 그 노래 새가수 (2021) - Top7(6위)

## 음반
- 소박한 꿈 (2017)
- 진분홍 봄날 (2017)
- 알츠하이머 (2017)
- 개화(開花) (2018)
- 일기예보 (2018)
- 우리가 사랑한 그 노래, 새가수 Episode 1 (2021)
- 우리가 사랑한 그 노래, 새가수 Episode 7 (2021)
- 우리가 사랑한 그 노래, 새가수 Episode 8 (2021)
- 우리가 사랑한 그 노래, 새가수 Episode 10 (2021)
- 우리가 사랑한 그 노래, 새가수 MR (2021)
- 어찌하여 (2021)
- 숨바꼭질 (웹드라마 "이웃집 한의원" OST) (2023)
- 나의 고백 (2023)